# 杨闸清真寺

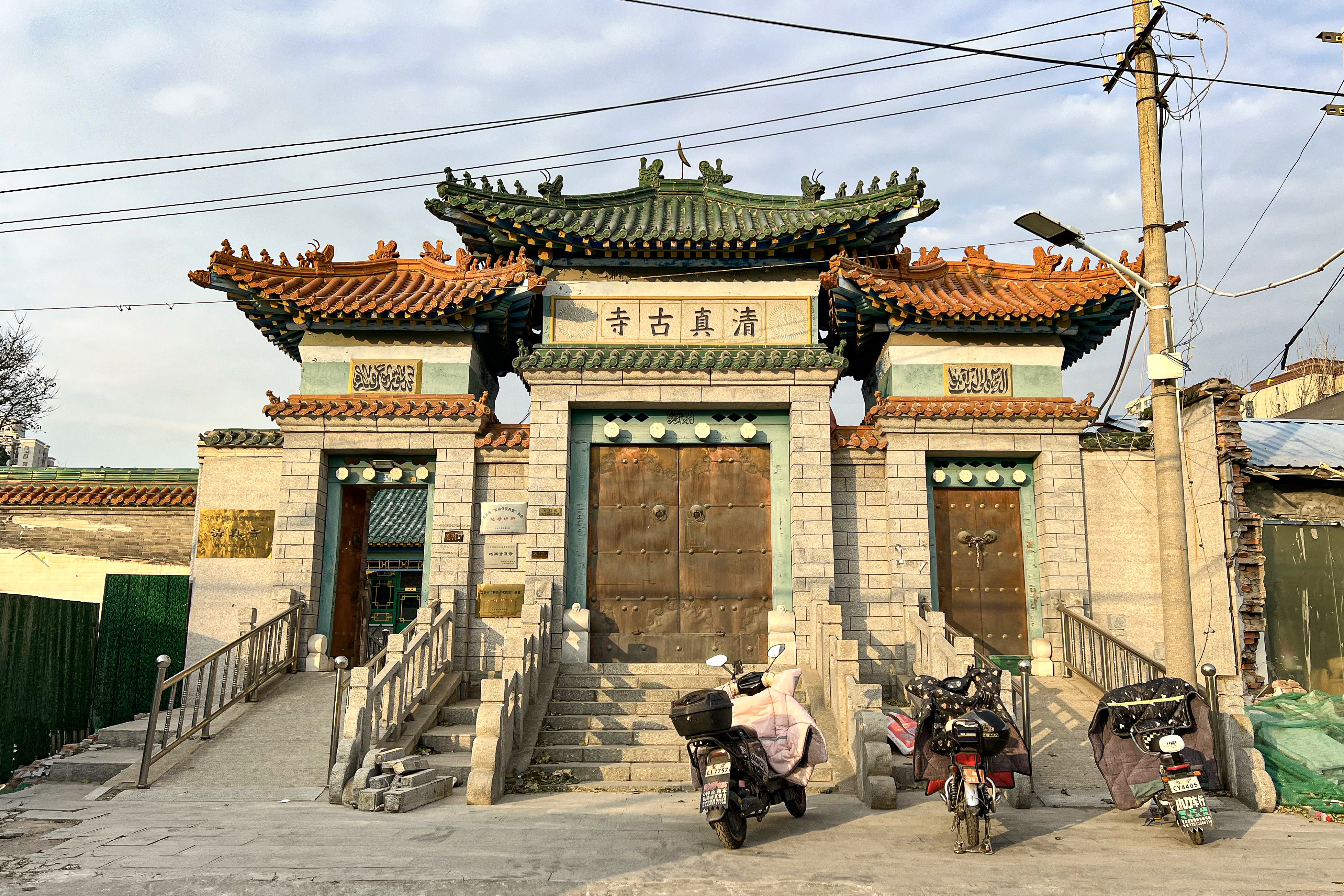
杨闸清真寺（2023年11月摄）

杨闸清真寺，位于北京市朝阳区管庄乡杨闸村，是一座伊斯兰教清真寺。

## 简介
杨闸清真寺始建于清朝。当年，朝阳门石道从杨闸清真寺门前经过，是从东部进入北京的交通要道。杨闸清真寺经受过战火，南北讲堂曾受严重破坏。该寺多次重修，1983年又进行过局部修葺，1993年得到朝阳区政府等单位的财力物力支持，进行大规模的重修，于1994年8月竣工。
杨闸清真寺坐西朝东。院落东西长28.5米。如今占地面积1995平方米，礼拜殿主体保存很好。主要建筑有：
- 大门：南向。
- 礼拜殿：面阔三间（11.9米），九举前后出廊，带五举卷棚，进深四间（13米），共十二间，三券棚硬山箍头脊，后廊抱厦顶出四角攒尖亭。门楣挂“认主独一”匾额[4]。
- 北讲堂：面阔10米，进深5.6米。
- 南讲堂：面阔10米，进深5.6米。[1][5]